# Drynaria delavayi
Drynaria delavayi är en stensöteväxtart som beskrevs av Christ. Drynaria delavayi ingår i släktet Drynaria och familjen Polypodiaceae. Inga underarter finns listade.